# Cerro del Cubilete
Cerro del Cubilete - (2700 m n.p.m.) – wzgórze znajdujące się w gminie Silao, stanie Guanajuato, w Meksyku. Na szczycie wzgórza znajduje się pomnik Chrystusa Króla. Wzgórze Cerro del Cubilete znajduje się w geograficznym centrum Meksyku.